# Koningin Aliquippa
Koningin Aliquippa (Pennsylvania, ca. 1680 – Huntingdon County, 23 december 1754) was een invloedrijke vrouwelijke leider (ook wel clanmoeder genoemd) van een Seneca-gemeenschap binnen de Irokese Confederatie in het midden van de 18e eeuw. Ze stond bekend als een belangrijke bondgenoot van de Britten tijdens de vroege fasen van de Franse en Indiaanse Oorlog.

## Biografie
Aliquippa werd vermoedelijk geboren rond 1680 en trad op als vooraanstaande leider van een Seneca-groep die zich had gevestigd nabij de samenvloeiing van de Monongahela- en Youghiogheny-rivieren, in het huidige zuidwesten van Pennsylvania. In een tijd waarin veel inheemse gemeenschappen zich moesten aanpassen aan de machtsstrijd tussen Europese mogendheden, wist Aliquippa een gezaghebbende positie in stand te houden.
Ze stond bekend om haar trouw aan de Britten en ontving regelmatig militaire en diplomatieke delegaties. In 1753 bezochten George Washington en Christopher Gist haar tijdens hun diplomatieke missie naar Fort Le Boeuf. Washington noteerde dat hij haar aanvankelijk niet had geëerd met geschenken, wat zij als een teken van gebrek aan respect opvatte. Kort daarop bood hij alsnog geschenken aan, waaronder een fles rum en een deken, om de relatie goed te houden.
Aliquippa verhuisde later naar de regio rond Fort Necessity, waar ze bleef samenwerken met Britse troepen en hun bondgenoten. Kort na de Britse nederlaag bij Fort Necessity in 1754 zou zij zijn overleden, vermoedelijk door ouderdom of ziekte.

## Nalatenschap
Koningin Aliquippa wordt herinnerd als een krachtige vrouwelijke leider die tijdens een periode van grote spanningen standvastig bleef en politieke invloed wist uit te oefenen in een door mannen gedomineerde diplomatieke wereld. Haar naam leeft voort in de stad Aliquippa in Pennsylvania, die naar haar werd vernoemd.